# Pygarctia murina
Pygarctia murina là một loài bướm đêm thuộc phân họ Arctiinae, họ Erebidae.